# Parapanope serenei
Parapanope serenei is een krabbensoort uit de familie van de Galenidae. De wetenschappelijke naam van de soort is voor het eerst geldig gepubliceerd in 1985 door Guinot & Ng, in Guinot.